# اللغة التاغالوغية
التغلوغ هي من لغات الأوسترونيسيان ويتكلمها في الفلبين نحو 22 مليون شخص. وهي متصلة بلغات أخرى مثل الإندونيسية ولغة الملايو، الفيجية، الماورية (نيوزيلندا)، وهاواي، ومدغشقر (مدغشقر)، وساموا، وتاهيتي، التشامورو (غوام وجزر ماريانا الشمالية)، والتيتم (تيمور الشرقية)، وبايوان Paiwan (تايوان). والتجالوج هو أساس اللغة الفلبينية (اللغة الوطنية والرسمية للفلبين).

## تاريخ
كلمة تجالوج مشتقة من tagailog، تاجا (taga) من بين معنى «الموطن» (ílog) بمعنى «النهر». وبالتالي، فإن ذلك يعني «ســاكنى النهر». ولا يعرف الكثير عن تاريخ هذه اللغة.
أول سجل مكتوب بالتجالوج كان في سنة 900
أول كتاب يكتب بالتجالوج هو Doctrina Cristiana (العقيدة المسيحية) 1593
في عام 1937، وقع الاختيار على التجالوج لتكون اللغة الوطنية من قبل معهد اللغة الوطنية. في عام 1939، وسميت اللغة الوطنية "Wikang Pambansâ"(بواسطــة مانويل ل. كيسون). وبعد عشرين عاما، في عام 1959، أعيدت تسميتها «بلبينو- Pilipino» من قبل وزير التربية والتعليم (وخوسيه روميرو). هذا تغيير لم يكن مقبولا على مستوى السكان غير Tagalogs، وخصوصاCebuanos.
في عام 1971 ، احيت هذه القضية مرة أخرى، وسميت «فلبينو» بدلا من «بلبينو». عندما وضع دستور جديد في عام 1987، تقرر أن تكون«فلبينو» هي اللغة الوطنية.